# 扎蟹蛛属
扎蟹蛛属（学名：Zametopina）是蟹蛛科下的一个属。扎蟹蛛属由西蒙(Simon)于1909年第一次描述。截至2017年，它只包含一个物种，蹄形扎蟹蛛（Zametopina Calpeata），在中国和越南发现。

## 下属物种
本属包括以下物种：
- 蹄形扎蟹蛛 Zametopina calceata Simon, 1909